# AHL 1983/84
Die Saison 1983/84 war die 48. reguläre Saison der American Hockey League (AHL). Während der regulären Saison bestritten die 13 Teams der Liga jeweils 80 Begegnungen. Die jeweils vier besten Mannschaften der North Division und der South Division spielten anschließend in einer Play-off-Runde um den Calder Cup.

## Reguläre Saison

### Abschlusstabellen
Abkürzungen: GP = Spiele, W = Siege, L = Niederlagen, T = Unentschieden, OTL = Niederlage nach Overtime, GF = Erzielte Tore, GA = Gegentore, Pts = Punkte

Erläuterungen: _ = Playoff-Qualifikation

#### Reguläre Saison
| North Division        | GP | W  | L  | T  | GF  | GA  | Pts |
| --------------------- | -- | -- | -- | -- | --- | --- | --- |
| Fredericton Express   | 80 | 45 | 30 | 5  | 340 | 262 | 95  |
| Adirondack Red Wings  | 80 | 37 | 29 | 14 | 344 | 330 | 88  |
| Maine Mariners        | 80 | 33 | 36 | 11 | 310 | 312 | 77  |
| Nova Scotia Voyageurs | 80 | 32 | 37 | 11 | 277 | 288 | 75  |
| Moncton Alpines       | 80 | 32 | 40 | 8  | 251 | 278 | 72  |
| Sherbrooke Jets       | 80 | 22 | 53 | 5  | 301 | 419 | 49  |

| South Division        | GP | W  | L  | T  | GF  | GA  | Pts |
| --------------------- | -- | -- | -- | -- | --- | --- | --- |
| Baltimore Skipjacks   | 80 | 46 | 24 | 10 | 384 | 304 | 102 |
| Rochester Americans   | 80 | 46 | 32 | 2  | 363 | 300 | 94  |
| St. Catharines Saints | 80 | 43 | 31 | 6  | 364 | 346 | 92  |
| Springfield Indians   | 80 | 39 | 35 | 6  | 344 | 340 | 84  |
| New Haven Nighthawks  | 80 | 36 | 40 | 4  | 365 | 371 | 76  |
| Binghamton Whalers    | 80 | 33 | 43 | 4  | 359 | 388 | 70  |
| Hershey Bears         | 80 | 28 | 42 | 10 | 320 | 384 | 66  |

### Beste Scorer
Abkürzungen: GP = Spiele, G = Tore, A = Assists, Pts = Punkte, PIM = Strafminuten
| Spieler           | Team                  | GP | G  | A  | Pts | PIM |
| ----------------- | --------------------- | -- | -- | -- | --- | --- |
| Claude Larose     | Sherbrooke Jets       | 80 | 53 | 67 | 120 | 6   |
| Murray Eaves      | Sherbrooke Jets       | 78 | 47 | 68 | 115 | 40  |
| Mike Kaszycki     | St. Catharines Saints | 72 | 39 | 71 | 110 | 51  |
| Bruce Boudreau    | St. Catharines Saints | 80 | 47 | 62 | 109 | 44  |
| Ross Yates        | Binghamton Whalers    | 68 | 35 | 73 | 108 | 82  |
| Mal Davis         | Rochester Americans   | 71 | 55 | 48 | 103 | 53  |
| Mark Lofthouse    | New Haven Nighthawks  | 79 | 37 | 64 | 101 | 45  |
| Normand Aubin     | St. Catharines Saints | 80 | 47 | 47 | 94  | 63  |
| Geordie Robertson | Rochester Americans   | 64 | 37 | 54 | 91  | 103 |
| Claude Verret     | Rochester Americans   | 65 | 39 | 51 | 90  | 4   |

## Calder-Cup-Playoffs

### Modus
Für die Play-offs qualifizierten sich die jeweils vier besten Mannschaften jeder Division. In den ersten zwei Play-off-Runden wurden die Sieger der jeweiligen Divisions ausgespielt. In Runde drei trafen die beiden Division-Sieger im Finale aufeinander. Alle Play-off-Runden sowie das Finale wurde im Modus Best-of-Seven ausgespielt.

### Play-off-Übersicht
| Division Halbfinale | Division Halbfinale   | Division Halbfinale |    |                       | Division Finals | Division Finals | Division Finals |  |  | Calder Cup Finale | Calder Cup Finale | Calder Cup Finale |
|                     |                       |                     |    |                       |                 |                 |                 |  |  |                   |                   |                   |
| N1                  | Fredericton Express   | 3                   |    |                       |                 |                 |                 |  |  |                   |                   |                   |
| N4                  | Nova Scotia Voyageurs | 4                   |    |                       |                 |                 |                 |  |  |                   |                   |                   |
| N4                  | Nova Scotia Voyageurs | 4                   | N4 | Nova Scotia Voyageurs | 1               |                 |                 |  |  |                   |                   |                   |
| North Division      |                       |                     | N4 | Nova Scotia Voyageurs | 1               |                 |                 |  |  |                   |                   |                   |
|                     | N3                    | Maine Mariners      | 4  |                       |                 |                 |                 |  |  |                   |                   |                   |
| N2                  | N3                    | Maine Mariners      | 4  | Adirondack Red Wings  | 3               |                 |                 |  |  |                   |                   |                   |
| N2                  |                       |                     |    | Adirondack Red Wings  | 3               |                 |                 |  |  |                   |                   |                   |
| N3                  | Maine Mariners        | 4                   |    |                       |                 |                 |                 |  |  |                   |                   |                   |
| N3                  | Maine Mariners        | 4                   | N3 | Maine Mariners        | 4               |                 |                 |  |  |                   |                   |                   |
|                     |                       |                     |    | Maine Mariners        | 4               |                 |                 |  |  |                   |                   |                   |
|                     | S2                    | Rochester Americans | 1  |                       |                 |                 |                 |  |  |                   |                   |                   |
| S1                  | S2                    | Rochester Americans | 1  | Baltimore Skipjacks   | 4               |                 |                 |  |  |                   |                   |                   |
| S1                  |                       |                     |    | Baltimore Skipjacks   | 4               |                 |                 |  |  |                   |                   |                   |
| S4                  | Springfield Indians   | 0                   |    |                       |                 |                 |                 |  |  |                   |                   |                   |
| S4                  | Springfield Indians   | 0                   | S1 | Baltimore Skipjacks   | 2               |                 |                 |  |  |                   |                   |                   |
| South Division      |                       |                     | S1 | Baltimore Skipjacks   | 2               |                 |                 |  |  |                   |                   |                   |
|                     | S2                    | Rochester Americans | 4  |                       |                 |                 |                 |  |  |                   |                   |                   |
| S2                  | S2                    | Rochester Americans | 4  | Rochester Americans   | 4               |                 |                 |  |  |                   |                   |                   |
| S2                  |                       |                     |    | Rochester Americans   | 4               |                 |                 |  |  |                   |                   |                   |
| S3                  | St. Catharines Saints | 3                   |    |                       |                 |                 |                 |  |  |                   |                   |                   |

### Calder-Cup-Sieger
| Calder-Cup-Sieger Maine Mariners | Torhüter: Steve Baker, Shawn MacKenzie, Sam St. Laurent Verteidiger: Jeff Bandura, Murray Brumwell, Bruce Driver, Mike Hordy, Rob Palmer, Mike Stothers, Alain Vigneault Angreifer: Mike Antonovich, Mike Busniuk, Rich Chernomaz, Carmine Cirella, Paul Evans, Larry Floyd, Al Hill, Garry Howatt, Yvan Joly, Kevin Maxwell, Glenn Merkosky, Grant Mulvey, Roy Sommer, Bud Stefanski, Allan Stewart, Mitch Wilson Cheftrainer: Tom McVie, John Paddock General Manager: Max McNab |

## Vergebene Trophäen

### Mannschaftstrophäen
| Auszeichnung                                                             | Team                |
| ------------------------------------------------------------------------ | ------------------- |
| Calder Cup Gewinner der AHL-Playoffs                                     | Maine Mariners      |
| F. G. „Teddy“ Oke Trophy Bestes Team der North Division, Reguläre Saison | Fredericton Express |
| John D. Chick Trophy Bestes Team der South Division, Reguläre Saison     | Baltimore Skipjacks |

### Individuelle Trophäen
| Auszeichnung                                                                                    | Spieler                   | Team                                      |
| ----------------------------------------------------------------------------------------------- | ------------------------- | ----------------------------------------- |
| Les Cunningham Award MVP der regulären Saison                                                   | Mal Davis Garry Lariviere | Rochester Americans St. Catharines Saints |
| John B. Sollenberger Trophy Bester Scorer                                                       | Claude Larose             | Sherbrooke Jets                           |
| Dudley „Red“ Garrett Memorial Award Bester Rookie                                               | Claude Verret             | Rochester Americans                       |
| Eddie Shore Award Bester Verteidiger                                                            | Garry Lariviere           | St. Catharines Saints                     |
| Aldege „Baz“ Bastien Memorial Award Bester Torhüter                                             | Brian Ford                | Fredericton Express                       |
| Harry „Hap“ Holmes Memorial Award Torhüter mit dem geringsten Gegentorschnitt                   | Brian Ford                | Fredericton Express                       |
| Louis A. R. Pieri Memorial Award Bester Trainer                                                 | Gene Ubriaco              | Baltimore Skipjacks                       |
| Fred T. Hunt Memorial Award Für den Spieler, der durch Fairness, Einsatz und Hingabe herausragt | Claude Larose             | Sherbrooke Jets                           |
| Jack A. Butterfield Trophy MVP der Calder-Cup-Playoffs                                          | Bud Stefanski             | Maine Mariners                            |